# Test Litmus milk
Il test Litmus milk è un'analisi microbiologica attraverso la quale si identificano le reazioni biochimiche metaboliche dei batteri lattici, principalmente Lactobacilli e Streptococchi lattici.
Il test si svolge seminando in una provetta con terreno Litmus milk liquido una colonia di batteri interessati.

## Terreno

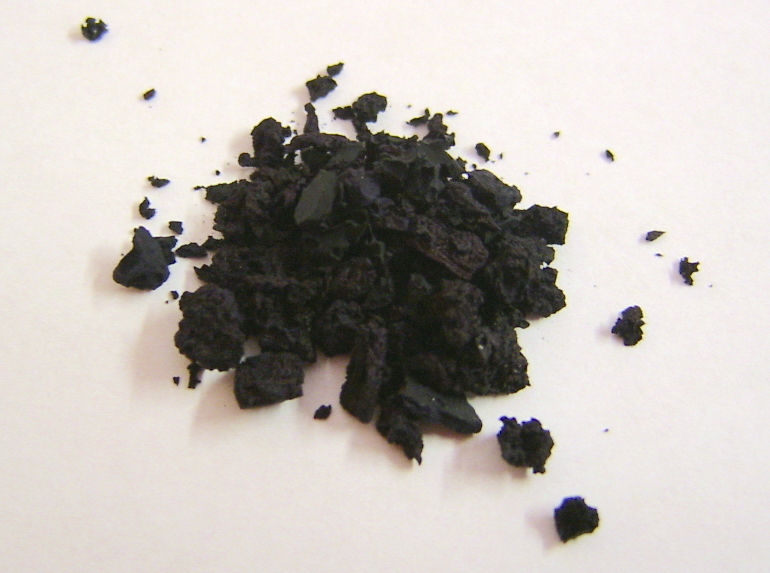
Litmus

Il terreno utilizzato per il test, il Litmus milk, è composto da latte scremato in polvere, indicatore al tornasole (litmus) e solfito di sodio (Na2SO3) in soluzione acquosa.

## Reazioni

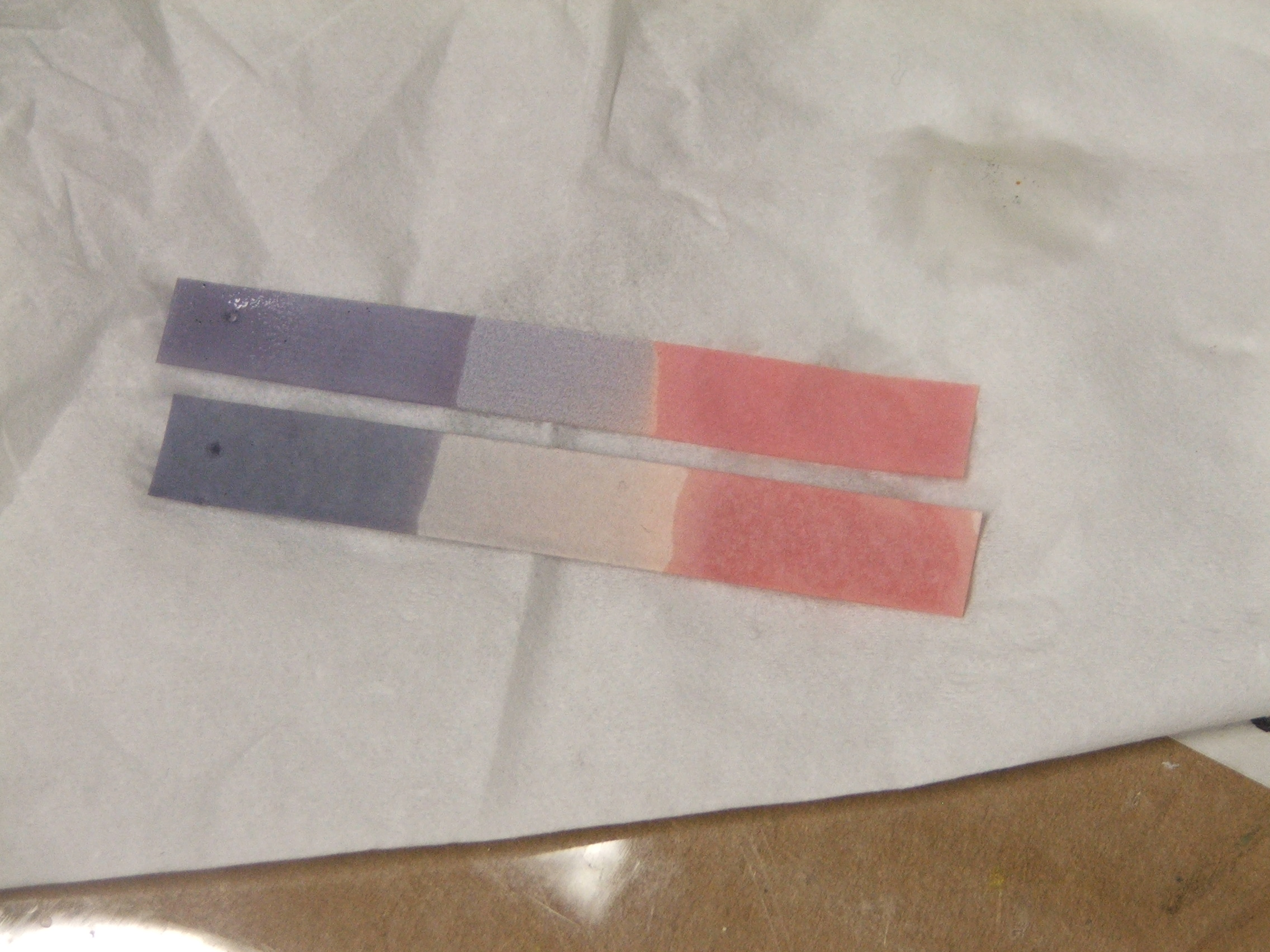
Viraggi del tornasole

Le reazioni biochimiche che si possono osservare tramite il test sono:
- Fermentazione lattica;
- Produzione di gas;
- Riduzione del terreno;
- Coagulazione del terreno (formazione della cagliata);
- Proteolisi.

L'avvenuta di una determinata reazione viene evidenziata dall'osservazione del coagulo e dal cambiamento di colore del terreno. Infatti nel Litmus milk è presente il tornasole, un indicatore di pH e di ossidoriduzione di colore viola, che vira al rosso in ambiente acido, all'azzurro in ambiente basico, al rosso-porpora nello stato ossidato e al bianco nello stato ridotto.

## Risultati
- Fermentazione lattica: quando il microorganismo svolge un processo di fermentazione del lattosio, libera metaboliti acidi (principalmente acido lattico) che portano al viraggio del terreno al rosso;
- Produzione di gas: tra i prodotti della fermentazione lattico ci possono essere anche gas: il loro sviluppo si può osservare controllando se il coagulo precipitato appare tumultuoso;
- Riduzione: la fermentazione è una reazione che porta all'ossidazione del substrato (il lattosio) e la conseguente riduzione del terreno, che quindi apparirà di colore bianco. La provetta apparirà quindi colorata di bianco e rosso a macchie;
- Coagulazione: possono formarsi due tipi di cagliata
  - Quella acida, dovuta ai metaboliti acidi della fermentazione che causano porta la precipitazione di caseinato di calcio, duro e che si stacca difficilmente dalla provetta
  - Quella enzimatica, dovuta alla rennina, proteina posseduta da alcuni batteri, che grazie a una reazione proteolitica porta alla precipitazione di paracaseinato di calcio, soffice e che si stacca facilmente dalla provetta;
- Proteolisi: alcuni batteri non utilizzano come substrato il lattosio, bensì le proteine presenti nel terreno. La proteolisi è una reazione basica, che porta il terreno al viraggio all'azzurro.